# Abaújszántó
Abaújszántó je město v Maďarsku v župě Borsod-Abaúj-Zemplén v okrese Gönc.
Má rozlohu 4736 ha a v roce 2024 zde žilo 2 697 obyvatel.

## Partnerská města
- Bad Schwalbach, Německo
- Oberlungwitz, Německo